# 296905 Korochantsev
296905 Korochantsev è un asteroide della fascia principale. Scoperto nel 2010, presenta un'orbita caratterizzata da un semiasse maggiore pari a 2,2394272 UA e da un'eccentricità di 0,0979053, inclinata di 6,13168° rispetto all'eclittica.